# Климш, Фриц
Фриц Климш (нем. Fritz Klimsch; 10 февраля 1870, Франкфурт-на-Майне — 13 февраля 1960, Фрайбург) — немецкий скульптор.
Климш обучался в Королевской академической высшей школе изобразительных искусств в Берлине и у Фрица Шапера. В 1898 году вместе с Вальтером Лейстиковом и Максом Либерманом он был соучредителем Берлинского сецессиона. С 1912 года Климт был членом Прусской академии искусств, а с и 1916 года — её сенатором. С 1921 года до ухода на пенсию в 1935 году Климш был профессором Объединённых государственных школ Берлина.
Климш получил признание в эпоху национал-социализма в Германии. На выставке в новом мюнхенском Доме искусства было представлено его 21 произведение. Климш прославился скульптурными бюстами Эриха Людендорфа, Вильгельма Фрика и Адольфа Гитлера, но и Марианны Хоппе. В своём дневнике Йозеф Геббельс назвал Климша самым «зрелым из скульпторов, гением в том, как он обращается с мрамором». В 1944 году Гитлер включил Климша в свой особый список из 12 самых талантливых художников.
Незадолго до своей смерти в 1960 году Климш был награждён орденом «За заслуги перед Федеративной Республикой Германия».
Ранние работы Климша выполнены в духе югендстиля, позднее Климш обратился в большей степени к классическим формам и получил известность благодаря своим скульптурным портретам женской обнажённой натуры. Эта приверженность классическим формам позднее привлекла к себе внимание национал-социалистов и обеспечила пик художественной карьеры Климша в конце 1930-х годов.

## Литература

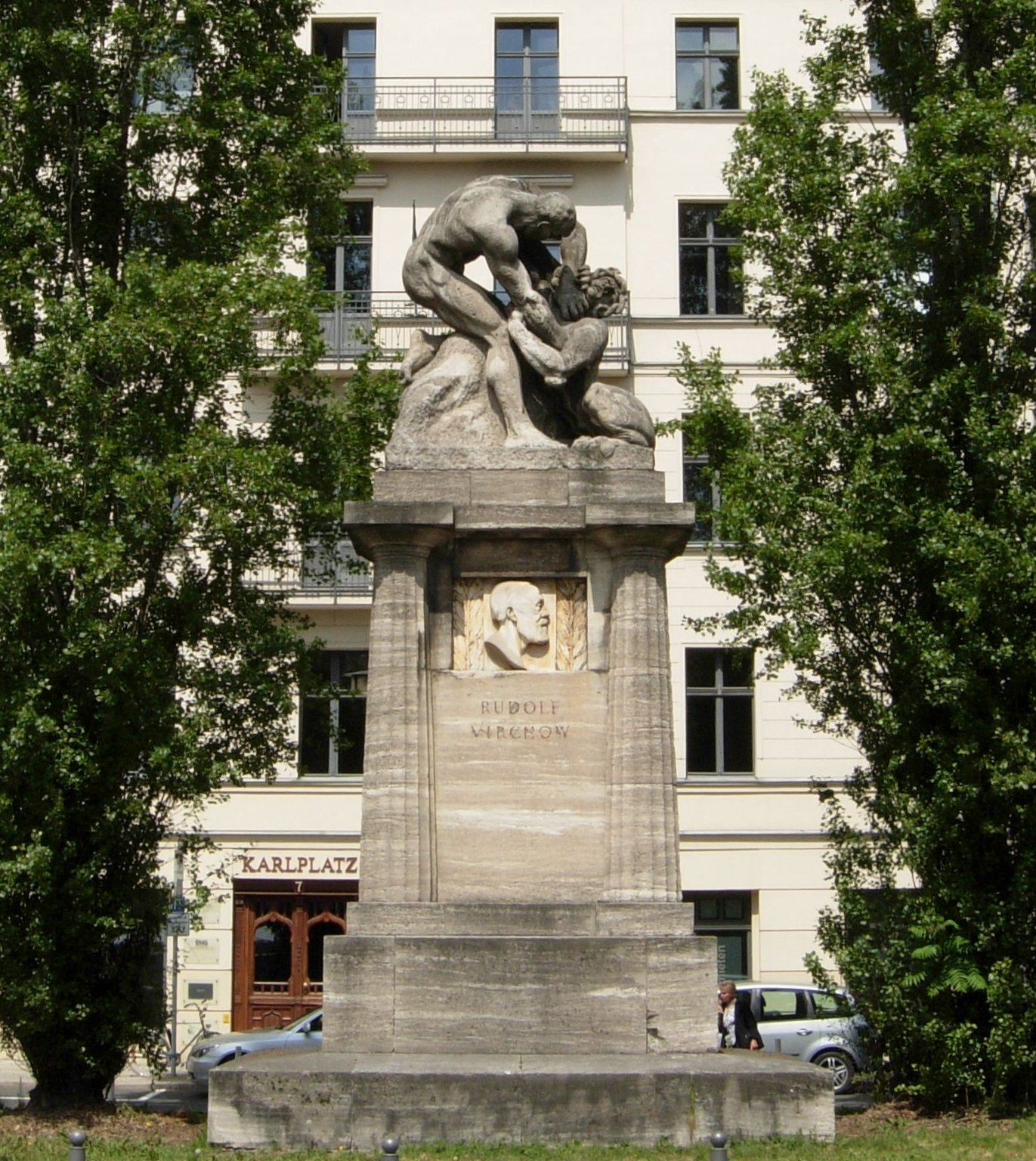
Памятник Рудольфу Вирхову близ клиники Шарите